# Afrocarpus usambarensis
Afrocarpus usambarensis är en barrträdart som först beskrevs av Pilg., och fick sitt nu gällande namn av Christopher Nigel Page. Afrocarpus usambarensis ingår i släktet Afrocarpus och familjen Podocarpaceae. IUCN kategoriserar arten globalt som starkt hotad. Inga underarter finns listade i Catalogue of Life.